# Szonów
Szonów (deutsch Schönau) ist eine Ortschaft in Oberschlesien. Szonów liegt in der Gemeinde Oberglogau (Gmina Głogówek) im Powiat Prudnicki (Kreis Neustadt O.S.) in der polnischen Woiwodschaft Opole.

## Geographie

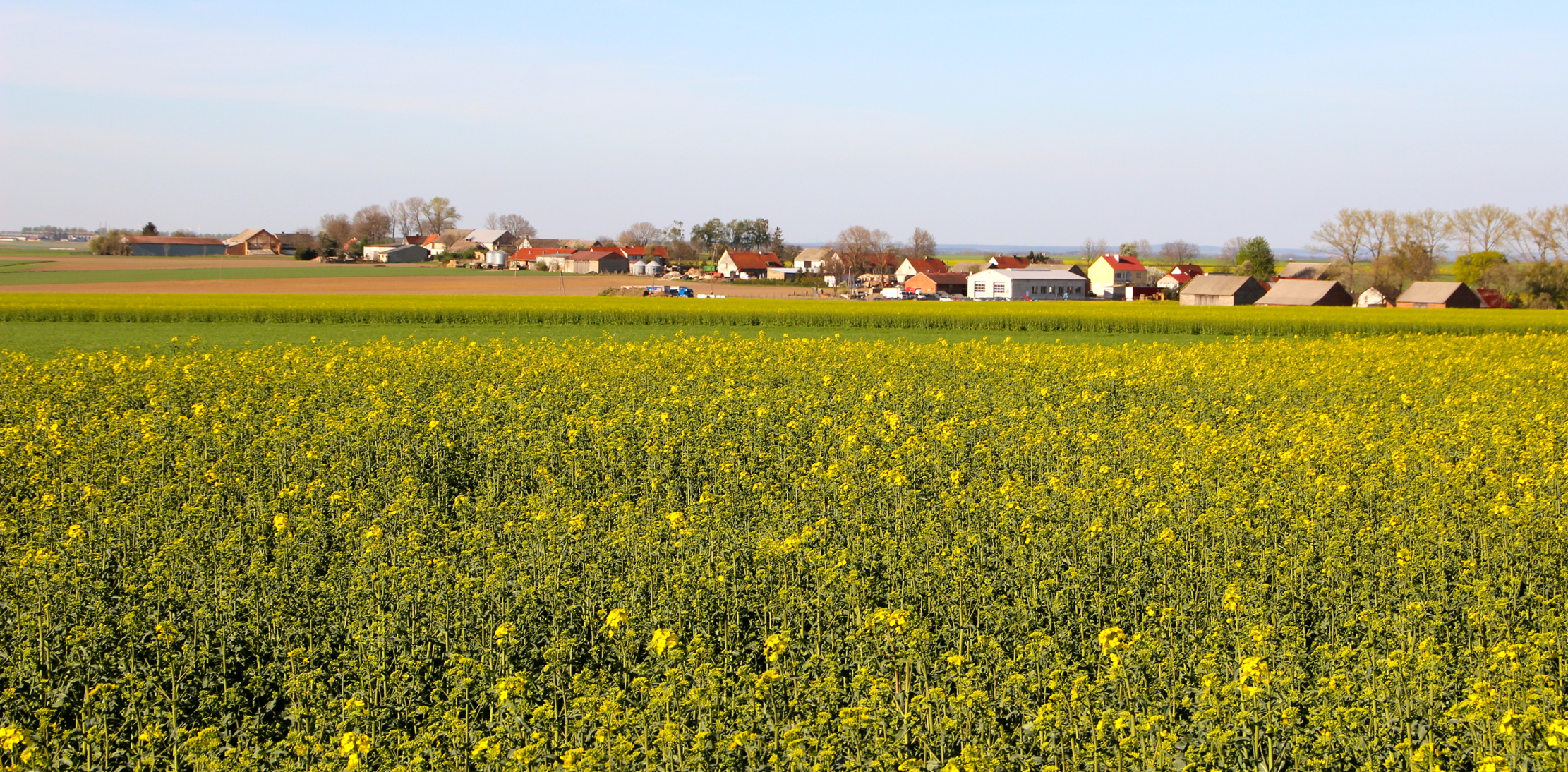
Blick über den Ort

### Geographische Lage
Das Angerdorf Szonów liegt sieben Kilometer südlich vom Gemeindesitz Oberglogau (Głogówek), 21 Kilometer östlich von der Kreisstadt Prudnik (Neustadt O.S.) und 48 Kilometer südlich von der Woiwodschaftshauptstadt Opole (Oppeln). Der Ort liegt in der Nizina Śląska (Schlesische Tiefebene) innerhalb der Płaskowyż Głubczycki (Leobschützer Lößhügelland). Durch den Ort führen die Woiwodschaftsstraßen Droga wojewódzka 416 und Droga wojewódzka 417.

### Nachbarorte
Nachbarorte von Szonów sind im Westen Klisino (Gläsen), im Nordosten Tomice (Thomnitz) und im Osten Góreczno (Bergvorwerk).

## Geschichte

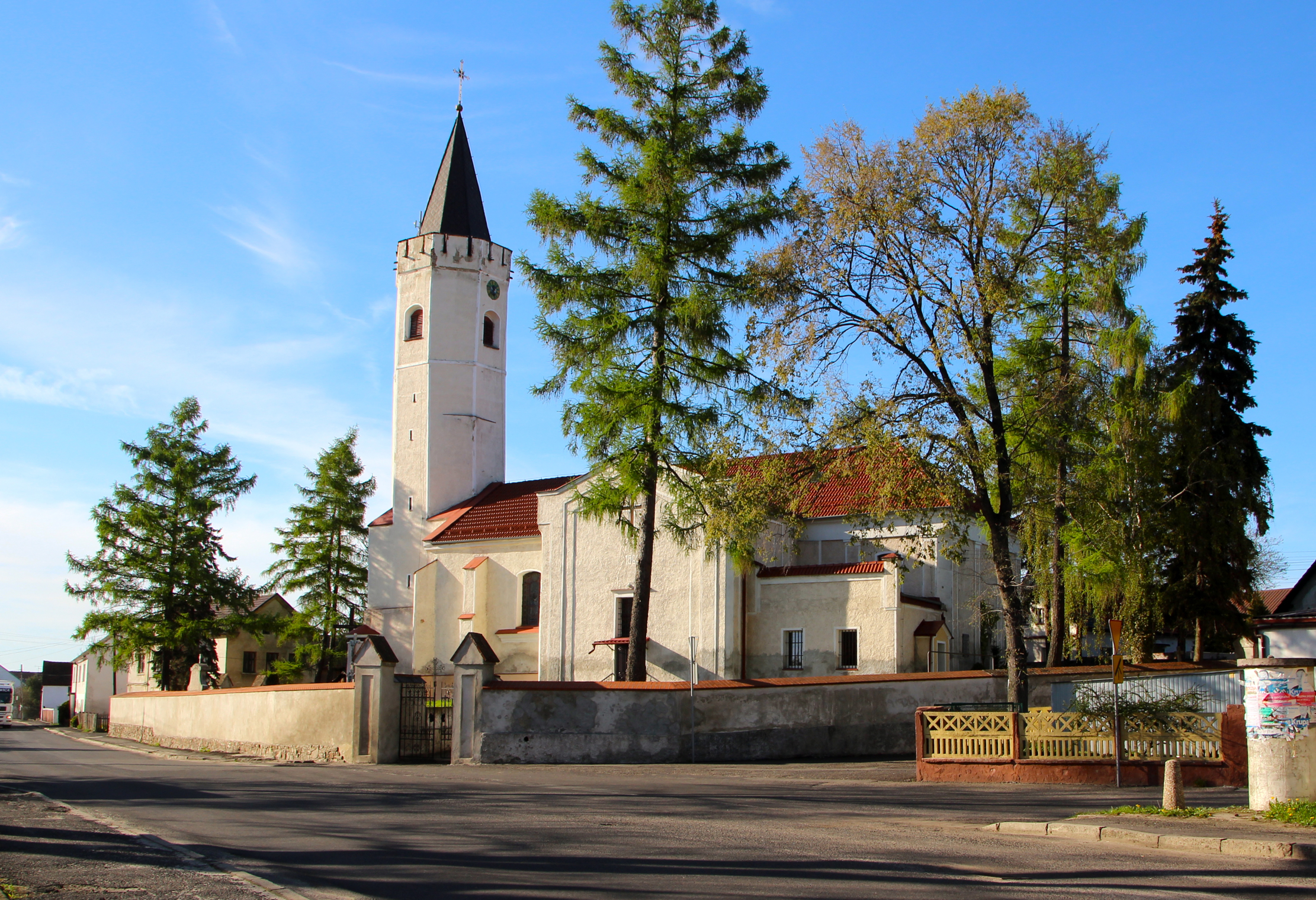
Kirche St. Hedwig

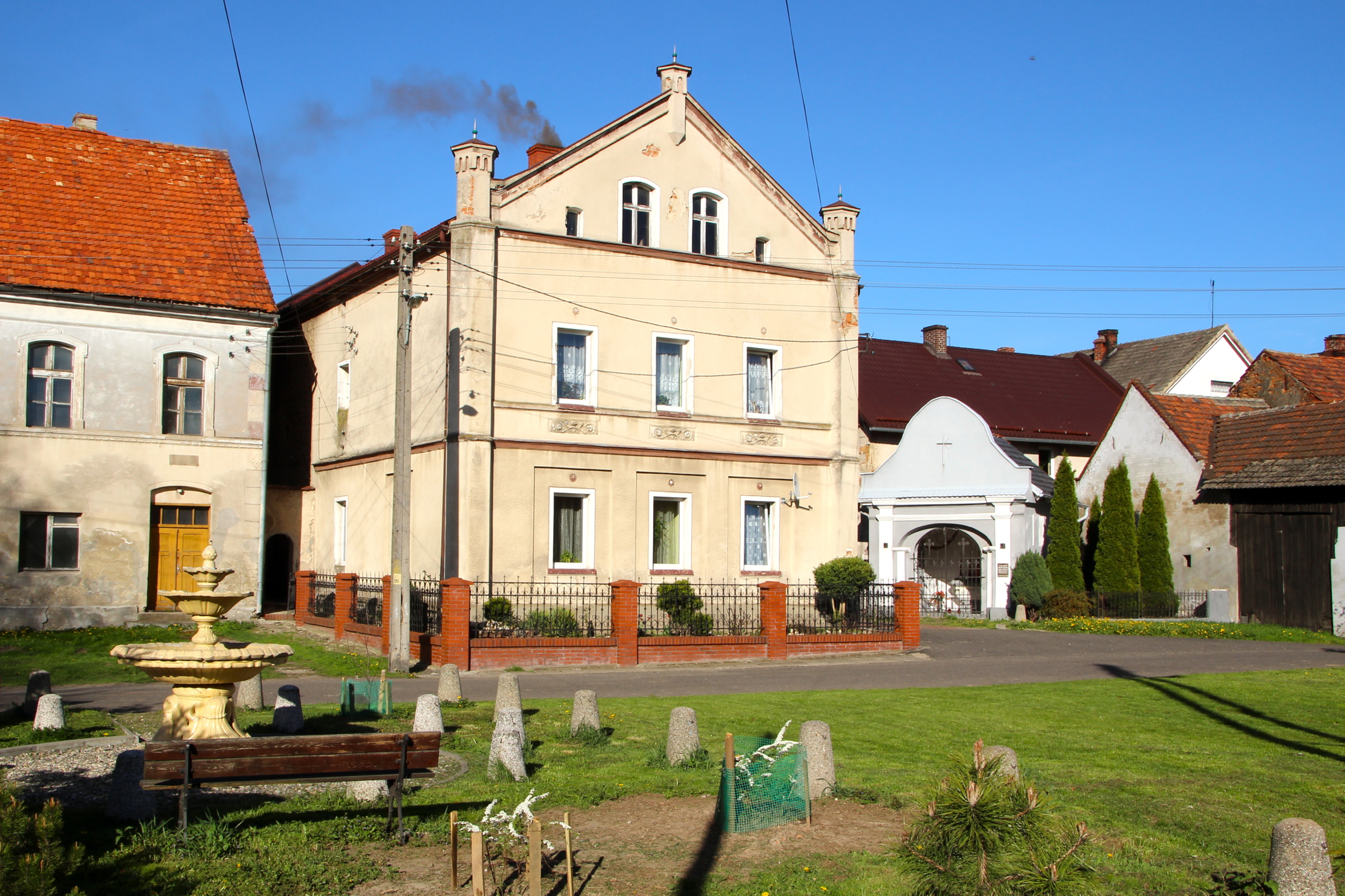
Ortsbild mit Wegekapelle

Die Gegend rund um Schönau war bereits zwischen dem 6. und 10. Jahrhundert besiedelt. Der Ort wurde im 12. Jahrhundert erstmals als Szonovo urkundlich erwähnt. 1245 erfolgte eine Erwähnung als Sonono. 1335 wurde die Pfarrkirche St. Hedwig erstmals erwähnt. 1580 wurde die steinerne Hedwigskirche errichtet.
Während des Dreißigjährigen Kriegs wurde das Dorf geplündert. 1645 wütete die Pest im Ort. Nach dem Ersten Schlesischen Krieg 1742 fiel Schönau mit dem größten Teil Schlesiens an Preußen.
Bis 1816 gehörte Schönau ursprünglich zum Neustädter Kreise. Nach der Neuorganisation der Provinz Schlesien gehörte die Landgemeinde Schönau ab 1816 zum Landkreis Leobschütz im Regierungsbezirk Oppeln. 1845 bestanden im Dorf eine katholische Pfarrkirche, eine katholische Schule, eine Brennerei, eine Windmühle und 202 Häuser. Im gleichen Jahr lebten in Schönau 1134 Menschen, allesamt katholisch. 1874 wurde der Amtsbezirk Gläsen gegründet, welcher die Landgemeinden Berndau, Gläsen, Schönau und Thomnitz und die Gutsbezirke Berndau und Gläsen umfasste.
Bei der Volksabstimmung in Oberschlesien am 20. März 1921 stimmten in Schönau 922 Personen für einen Verbleib bei Deutschland und 0 für Polen. Schönau verblieb wie der gesamte Stimmkreis Leobschütz beim Deutschen Reich. 1923 wurde das Dorf elektrifiziert. 1933 zählte der Ort 1297 Einwohner, 1939 wiederum 1208. Bis 1945 gehörte der Ort zum Landkreis Leobschütz. Am 17. März 1945 nahm die Rote Armee Schönau ein. Die deutsche Zivilbevölkerung floh kurz zuvor ins Sudetenland.
1945 kam der bisher deutsche Ort unter polnische Verwaltung und wurde in Szonów umbenannt und der Woiwodschaft Schlesien angeschlossen. Im Mai und Juni 1945 kehrte ein Teil der deutschen Bevölkerung zurück nach Schönau. Im Sommer 1946 wurde die deutsche Bevölkerung vertrieben. 1950 kam der Ort zur Woiwodschaft Oppeln und seit 1999 gehört er zum Powiat Prudnicki.

## Sehenswürdigkeiten und Denkmale
- Die römisch-katholische Hedwigskirche (poln. Kościół św. Jadwigi) wurde 1335 erstmals erwähnt. Der heutige steinerne Bau wurde 1580 errichtet. Der Kirchenbau steht seit 1966 unter Denkmalschutz.[7]
- Steinerne Wegekapelle mit barocken Giebel
- Friedhof mit erhaltenen deutschen Grabmälern
- Steinerne Wegekreuze
- Hölzernes Wegekreuz

## Söhne und Töchter des Dorfes
- Anton Johann Krocker (1744–1823), deutscher Arzt und Botaniker
- Emil Franzke (1895–1984), deutscher Landwirt und Politiker
- Vinzenz Rose (1908–1996), deutscher Sinto, Überlebender des Porajmos und Mitbegründer der Bürgerrechtsbewegung der Sinti und Roma
- Ewald Fröhlich (1914–2008), Priester im Bistum Eichstätt und Herausgeber des „Heimatbriefes Schönau O/S“[8]

## Vereine
- Freiwillige Feuerwehr OSP Szonów
- Fußballverein LKS Szonów